# Акгюль, Ибрагим Ферман
Ферман Акгюль — турецкий певец, участник группы MaNga (с 2002 года), которая заняла 2-е место на конкурсе Евровидение-2010 . Родился 25 декабря 1979 года в Анкаре, столице Турции. Супруга Esra Bayram (до 2012 года) , Bettina Kuperman (настоящее время) . Есть сын Аарон Акгюль .
Впервые познакомился с музыкой в возрасте 9 лет, когда его семья приобрела обыкновенное пианино. Акгул был участником хардкор-группы Virgin Pulp и играл на диджейском микшере, а позже начал сотрудничать с Озгюром Джаном Онейем и группой «Колик», и начал играть на ударных инструментах в группе «70lik» («70-е») . После того как Акгул долгое время проработал с группой «70-е», он вошёл в группу «Seven», бас-гитаристом которой был Джем Бахтияр. Позже Акгул на некоторое время оставил музыку. К концу 2001 года по приглашению Özgüran Öney он вступил в группу maNga, вокалистом которой он и является с 2002 года.